# Terje Bjørklund

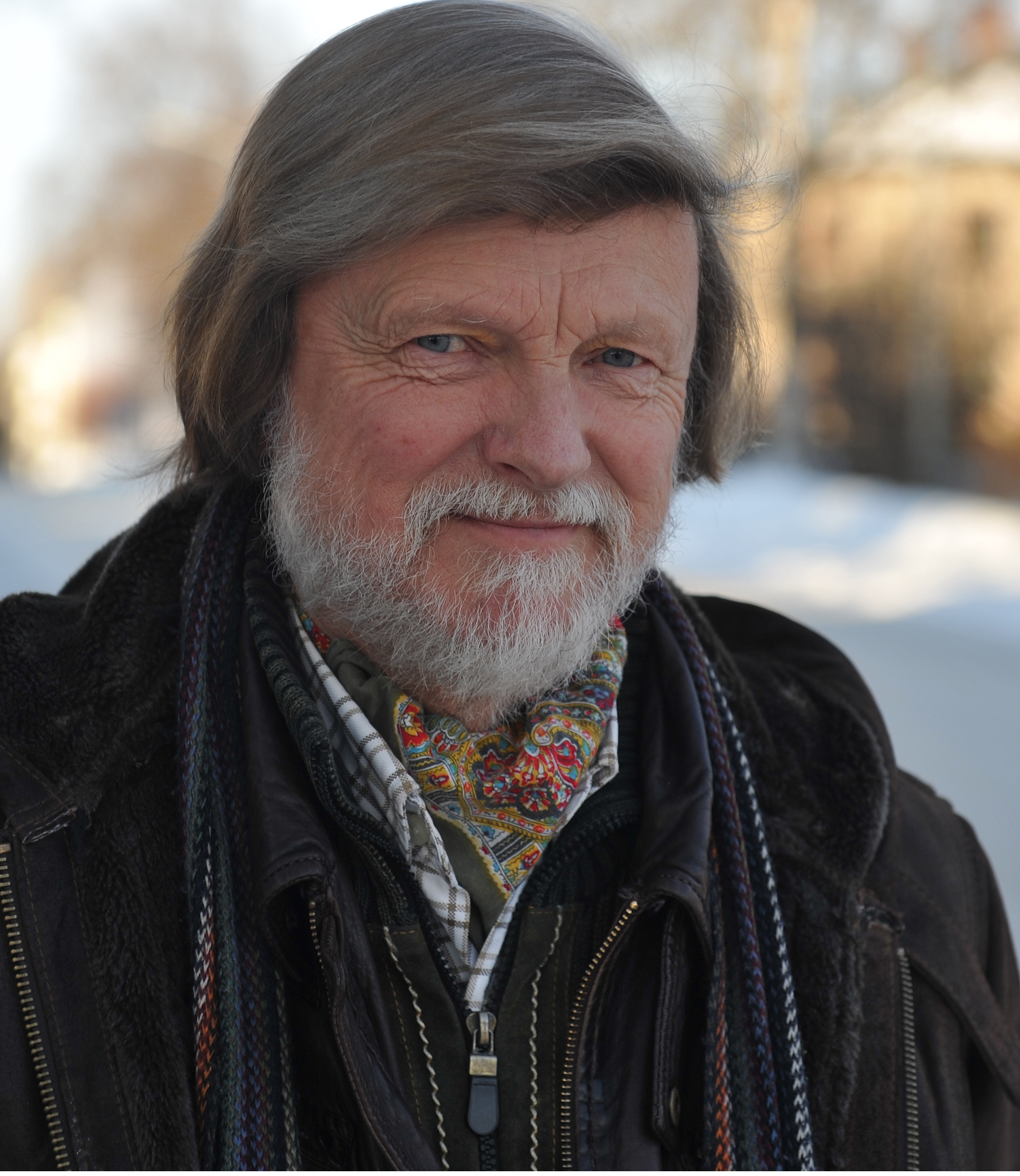
Terje Bjørklund

Terje Bjørklund (* 2. Januar 1945 in Narvik; † 3. Oktober 2024) war ein norwegischer Komponist, der zunächst als Jazzpianist tätig war.

## Wirken
Bjørklund studierte zunächst Musikwissenschaften. Nach seinem Master-Abschluss in Musikwissenschaft an der Universität Oslo (1971) studierte er von 1971 bis 1973 Komposition bei Finn Mortensen an der Norwegischen Musikakademie.
Bjørklund war bis 1980 als Jazzmusiker aktiv; er begleitete Karin Krog auf ihrem Album Joy (1968); gemeinsam mit Jan Garbarek und ihr spielte er auf dem Montreux Jazz Festival 1968, wohin er 1969 mit Frode Thingnæs zurückkehrte. Auch leitete er eine eigene Band und nahm mit Kjellerrockjazzbandet, Sigurd Bjørhovde Quintet, Terje Bjørklund / Bjørn Alterhaug Duo und der Trondheim Composers’ Group auf. Er hat seine Erfahrungen in dem Lehrbuch Modern Jazz Improvisation (1983) niedergelegt.
Das Komponieren wurde seit 1980 der Schwerpunkt des Wirkens von Terje Bjørklund, der sich dabei postmodern an der Klassik orientierte. Die Harmonie ist ein grundlegendes Element in vielen seiner Werke, und die Nuancen in der Variation der Akkorde und Klänge wecken Assoziationen zum zeitgenössischen Jazz. Er hat eine Reihe von Auftragswerken für Chor, Sinfonieorchester und verschiedene Solo- und Kammermusikbesetzungen geschrieben. Eine besondere Vorliebe für Streicher gilt als offensichtlich.
Bjørklunds Musik wurde während des LOOC-Festivals Olympic Winterland in Tokio im April 1993 präsentiert. Terje Bjørklund war Composer in Residence beim Festival von Nordnorwegen 1993. Weiterhin war er der Festivalkomponist beim Kammermusikfestival in Røros 2004. Sowohl 1991 als auch 2004 war er „Künstler/Komponist der Woche“ im nationalen Radiosender NRK P2.
Zu Bjørklunds Schlüsselwerken zählen Sarek (1992) und Carmina (2008). Letzteres wurde von den Trondheim Soloists aufgenommen und ist auf dem 2008 erschienenen Album Divertimenti zu hören, das 2009 drei Nominierungen für den Spellemannprisen erhielt. Weitere wichtige Kompositionen sind Morene und Narvik für Sinfonieorchester, Magnificat Requiem, De Profundis und Te Deum für Solisten, Chor und Orchester. Zwei Violinkonzerte sind ebenfalls wichtige Bestandteile seines Schaffens: Arctos für Violine und Streicher (1993) und das Konzert für Violine und Orchester (2010). 1998 hatte seine Oper Frøken Victoria nach Knut Hamsun Premiere. Sein Konzert für Klavier und Orchester wurde im Januar 2016 von Tor Espen Aspaas und dem Trondheim Symphony Orchestra uraufgeführt, während Bjørklunds Missa Libera für Chor, Cello und Orgel im April 2016 im Nidarosdom in Trondheim uraufgeführt wurde.
Bjørklund hat auch drei abendfüllende Crossover-Orchesterwerke komponiert: Norwegian Sanctus (2006), The Wedding (2009) und Sacred Concert (2014). Norwegian Sanctus für Jazzsolisten, Chor und Kammerorchester wurde 2006 auf dem Festival Moldejazz uraufgeführt. The Wedding für Jazzsolisten und Kammerorchester entstand als Auftragswerk des Trondheim Jazz Festivals zur Feier des 30-jährigen Bestehens der Jazzabteilung der Technisch-Naturwissenschaftlichen Universität Norwegens (NTNU).
Ab 1973 war Bjørklund am Konservatorium Trondheim bzw. ab 1996 an der NTNU tätig, zuletzt als Professor für die Fächer Komposition und Musiktheorie. Dort initiierte er 1979 den Jazzstudiengang. Für seine Verdienste um den norwegischen Jazz erhielt er 1983 den Buddyprisen von der Norwegischen Jazzföderation. 2016 wurde er zum Ritter 1. Klasse des Sankt-Olav-Ordens ernannt.

## Diskographische Hinweise
- Sacred Music (MIT CD 0197; 1997)
- Music for Strings (Hemera HCD 2923; 1998)
- Yesterday Song (Reflect CD NO EFY 0114; 2014)